# Llista de ciutats del Regne Unit per població
Aquesta llista conté les ciutats del Regne Unit amb més de 100.000 habitants. Les dades de poblacions són segons el cens de l'Oficina Nacional d'Estadístiques del 2001.

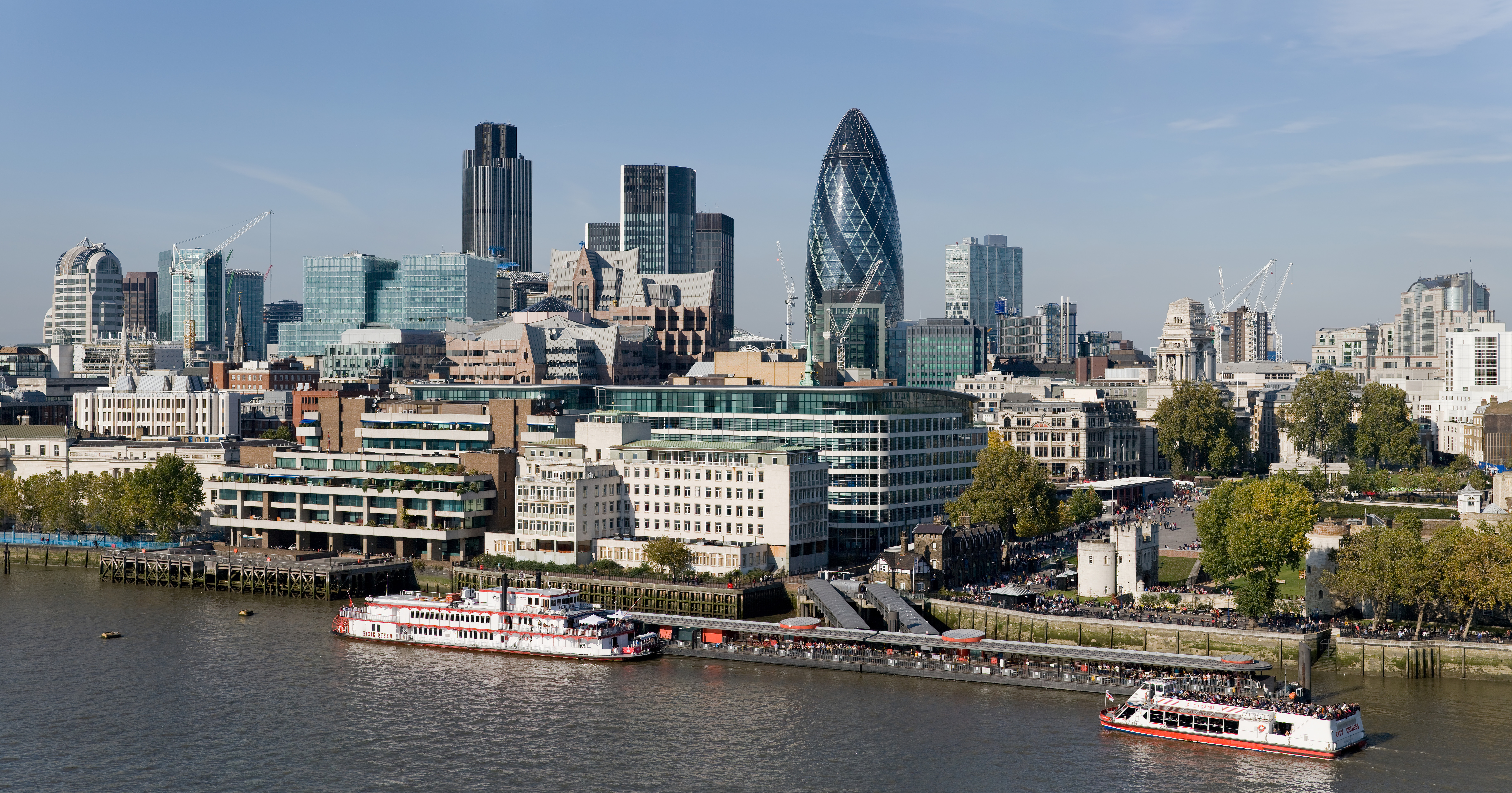
1 – Londres, Anglaterra

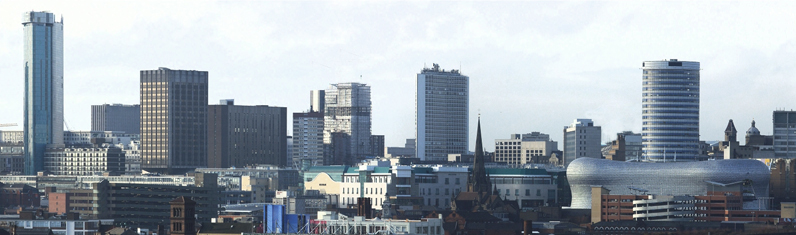
2 – Birmingham, Anglaterra

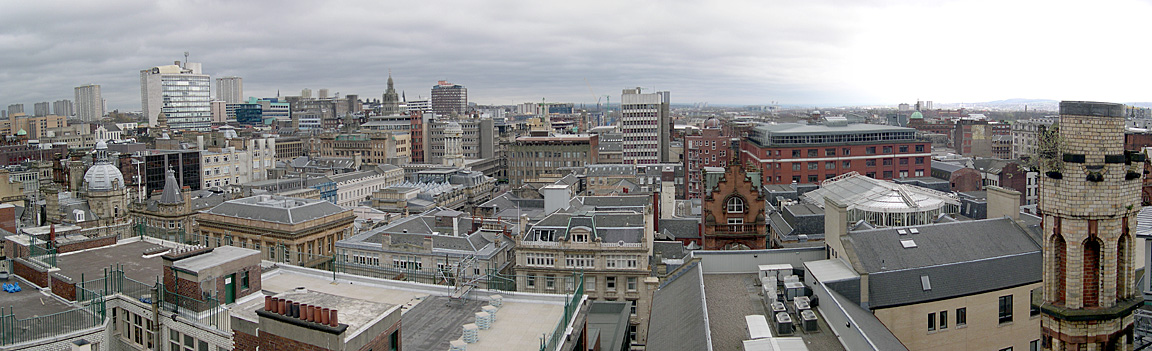
3 – Glasgow, Escòcia

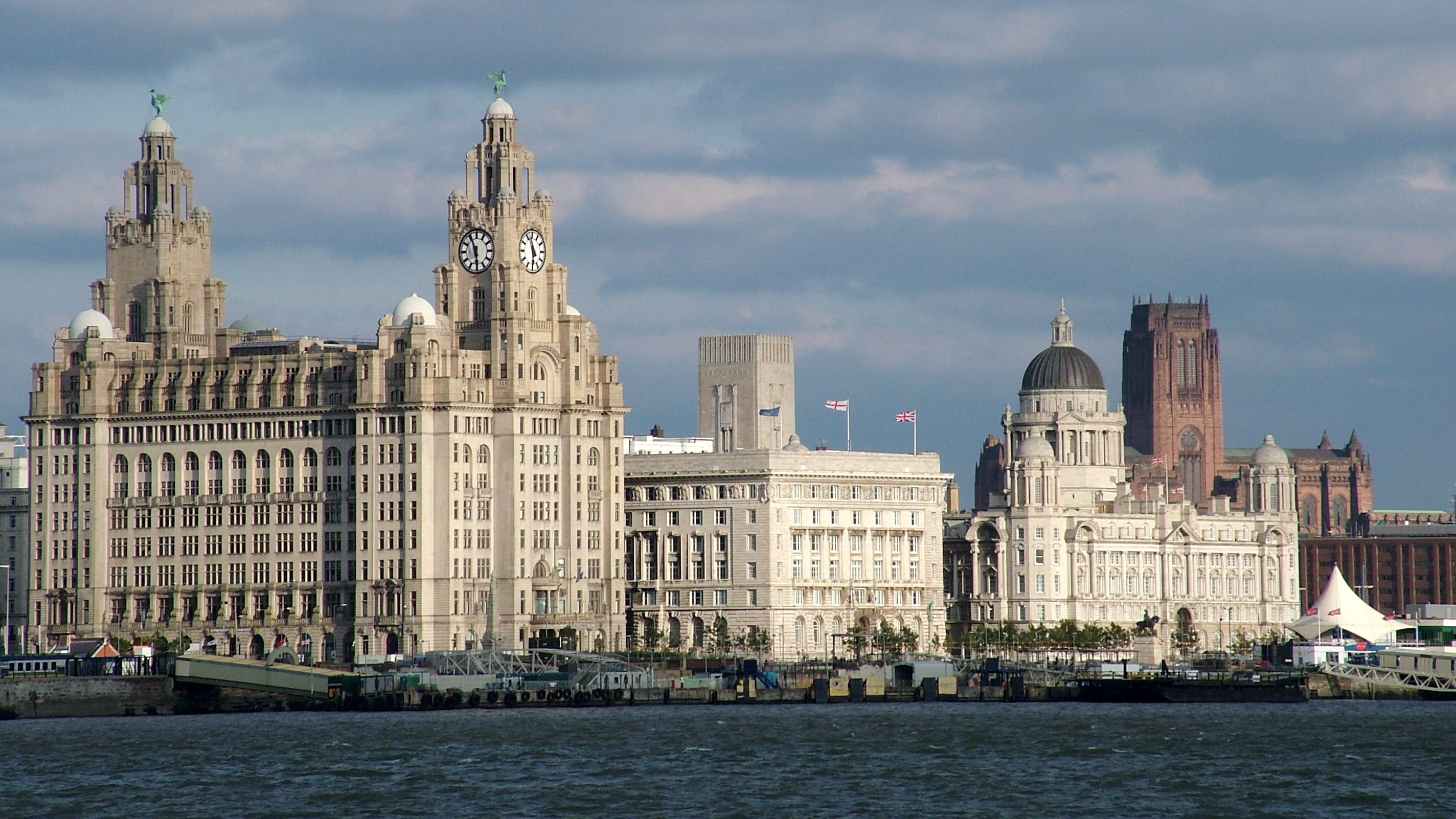
4 – Liverpool, Anglaterra

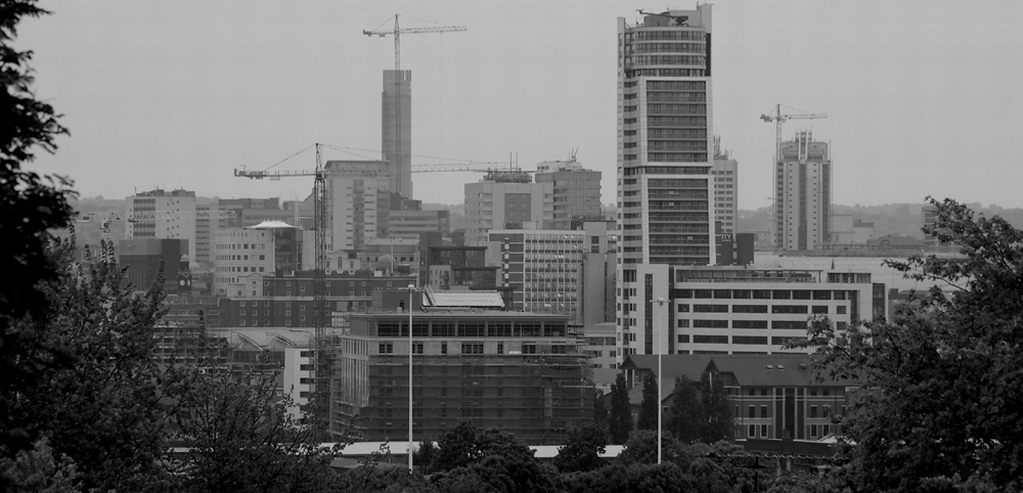
5 – Leeds, Anglaterra

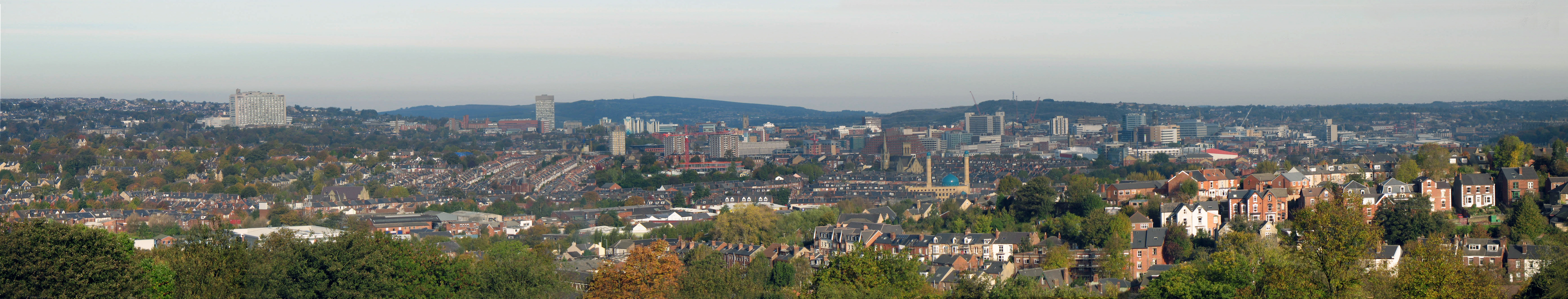
6 – Sheffield, Anglaterra

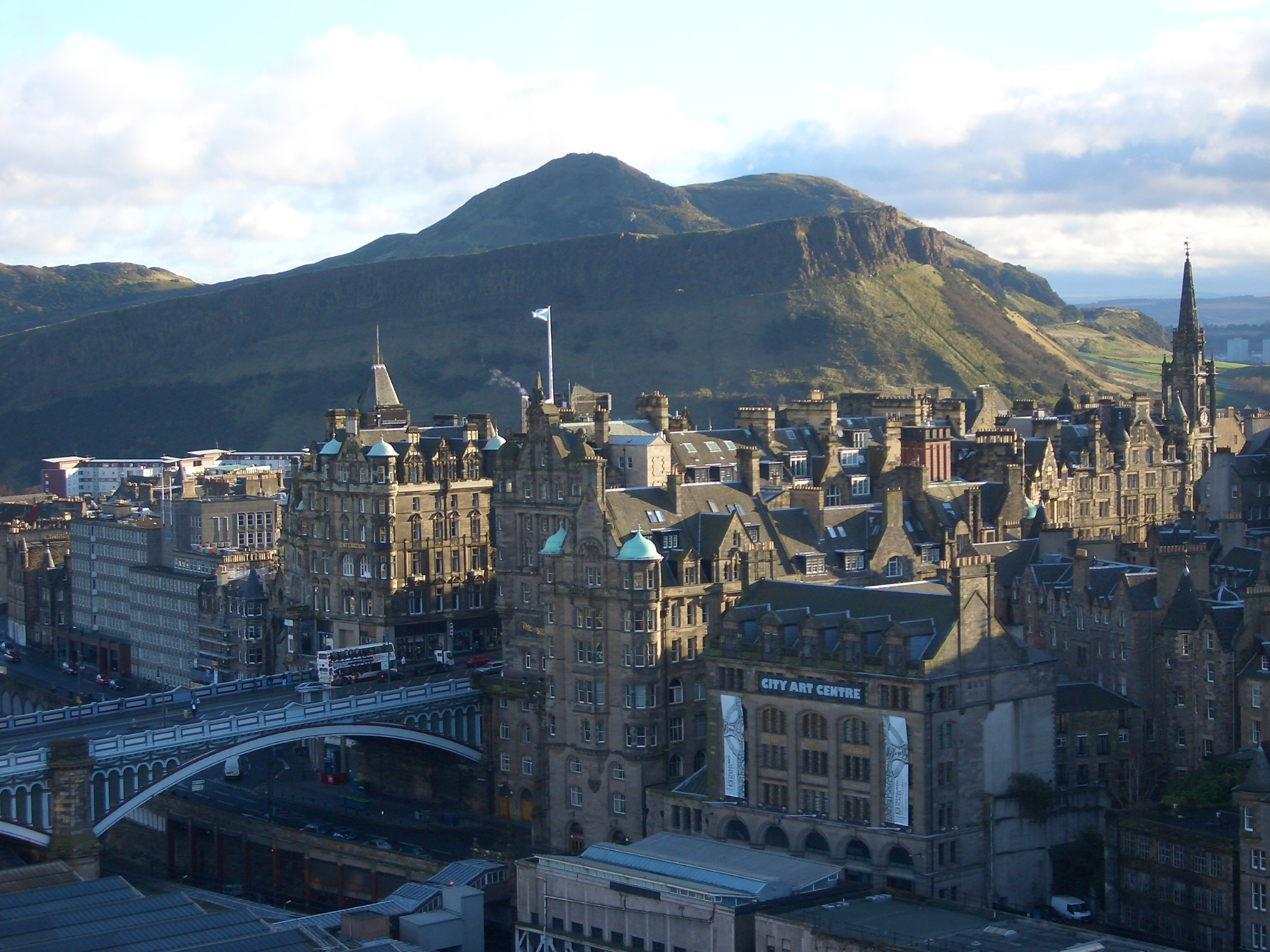
7 – Edimburg, Escòcia

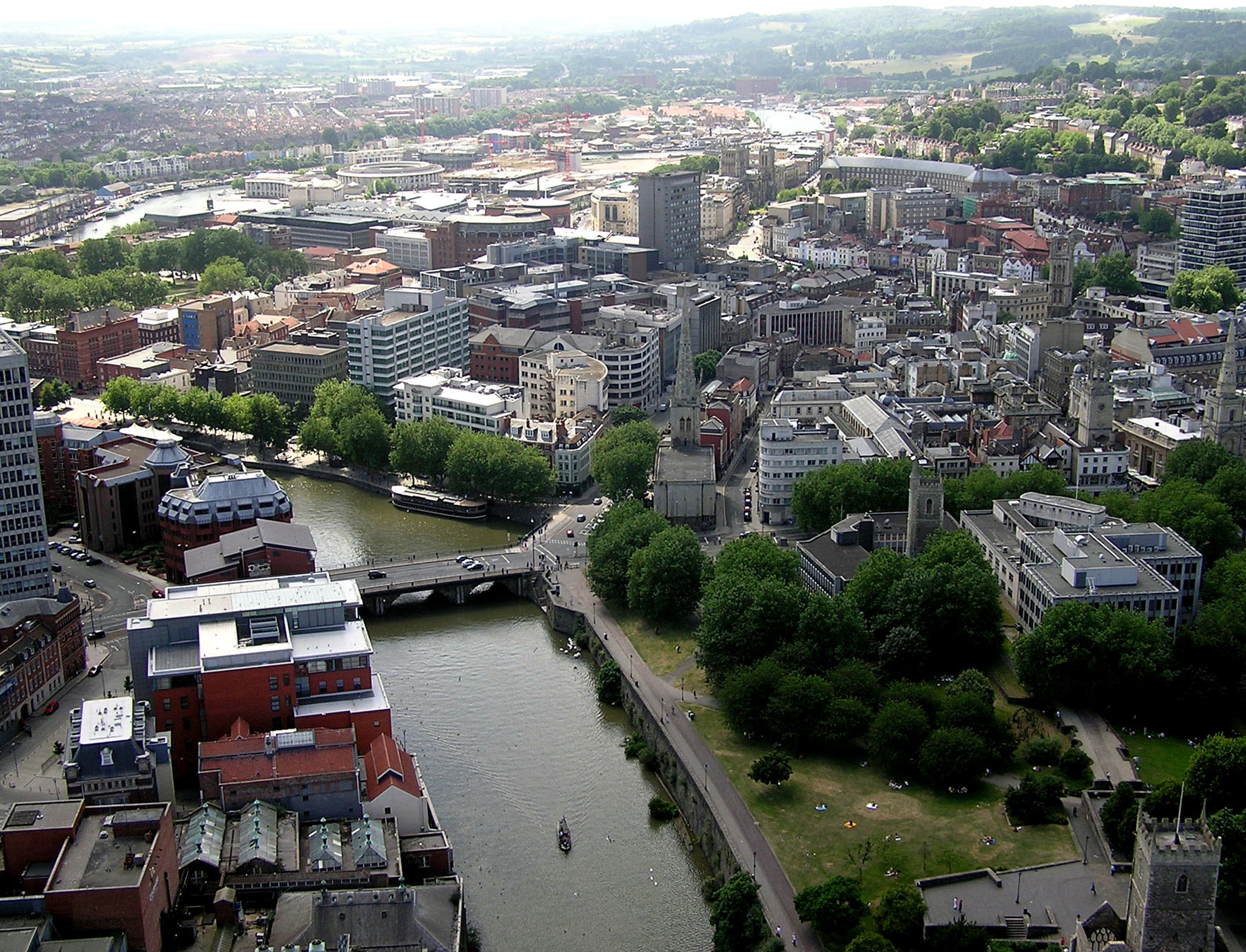
8 – Bristol, Anglaterra

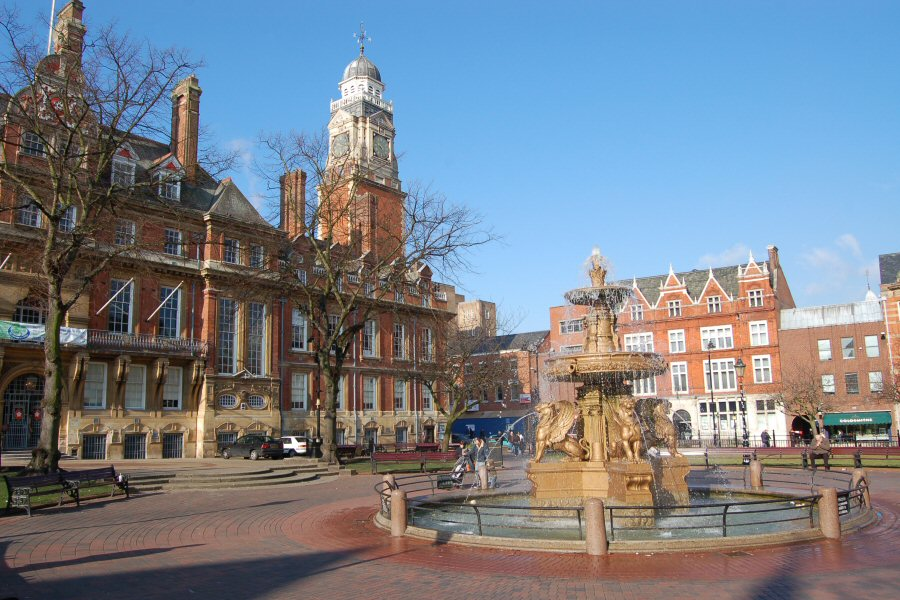
10 – Leicester, Anglaterra

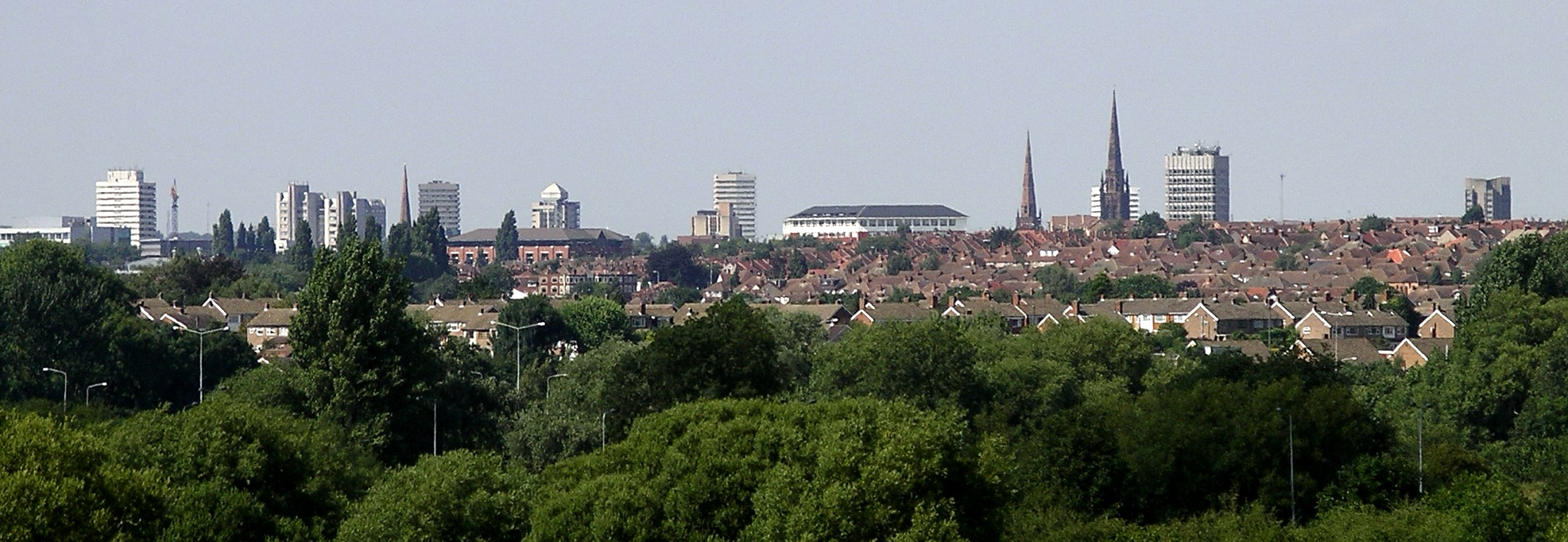
11 – Coventry, Anglaterra

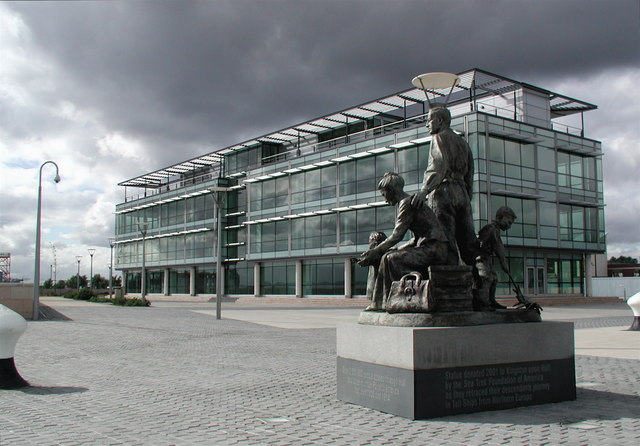
12 – Kingston upon Hull, Anglaterra

| Ciutat                      | Posició | Nació            | Població  |
| --------------------------- | ------- | ---------------- | --------- |
| Londres                     | 1       | Anglaterra       | 7.172.091 |
| Birmingham                  | 2       | Anglaterra       | 970.892   |
| Glasgow                     | 3       | Escòcia          | 629.501   |
| Manchester                  | 4       | Anglaterra       | 503.000   |
| Liverpool                   | 5       | Anglaterra       | 469.017   |
| Leeds                       | 6       | Anglaterra       | 457.247   |
| Sheffield                   | 7       | Anglaterra       | 439.866   |
| Edimburg                    | 8       | Escòcia          | 430.082   |
| Bristol                     | 9       | Anglaterra       | 420.556   |
| Leicester                   | 10      | Anglaterra       | 330.574   |
| Coventry                    | 11      | Anglaterra       | 303.475   |
| Kingston upon Hull          | 12      | Anglaterra       | 301.416   |
| Bradford                    | 13      | Anglaterra       | 293.717   |
| Newcastle upon Tyne         | 14      | Anglaterra       | 292.200   |
| Cardiff                     | 15      | Gal·les          | 292.150   |
| Belfast                     | 16      | Irlanda del Nord | 276.459   |
| Stoke-on-Trent              | 17      | Anglaterra       | 259.252   |
| Wolverhampton               | 18      | Anglaterra       | 251.462   |
| Nottingham                  | 19      | Anglaterra       | 249.584   |
| Plymouth                    | 20      | Anglaterra       | 243.795   |
| Southampton                 | 21      | Anglaterra       | 234.224   |
| Reading                     | 22      | Anglaterra       | 232.662   |
| Derby                       | 23      | Anglaterra       | 229.407   |
| Dudley                      | 24      | Anglaterra       | 194.919   |
| Northampton                 | 25      | Anglaterra       | 189.474   |
| Portsmouth                  | 26      | Anglaterra       | 187.056   |
| Luton                       | 27      | Anglaterra       | 185.543   |
| Preston                     | 28      | Anglaterra       | 184.836   |
| Aberdeen                    | 29      | Escòcia          | 184.788   |
| Milton Keynes               | 30      | Anglaterra       | 184.506   |
| Sunderland                  | 31      | Anglaterra       | 177.739   |
| Norwich                     | 32      | Anglaterra       | 174.047   |
| Walsall                     | 33      | Anglaterra       | 170.994   |
| Swansea                     | 34      | Gal·les          | 169.880   |
| Bournemouth                 | 35      | Anglaterra       | 167.527   |
| Southend-on-Sea             | 36      | Anglaterra       | 160.257   |
| Swindon                     | 37      | Anglaterra       | 155.432   |
| Dundee                      | 38      | Escòcia          | 154.674   |
| Huddersfield                | 39      | Anglaterra       | 146.234   |
| Poole                       | 40      | Anglaterra       | 144.800   |
| Oxford                      | 41      | Anglaterra       | 143.016   |
| Middlesbrough               | 42      | Anglaterra       | 142.691   |
| Blackpool                   | 43      | Anglaterra       | 142.283   |
| Bolton                      | 44      | Anglaterra       | 139.403   |
| Ipswich                     | 45      | Anglaterra       | 138.718   |
| Telford                     | 46      | Anglaterra       | 138.241   |
| York                        | 47      | Anglaterra       | 137.505   |
| West Bromwich               | 48      | Anglaterra       | 136.940   |
| Peterborough                | 49      | Anglaterra       | 136.292   |
| Stockport (Gran Manchester) | 50      | Anglaterra       | 136.082   |
| Brighton                    | 51      | Anglaterra       | 134.293   |
| Slough                      | 52      | Anglaterra       | 126.276   |
| Gloucester                  | 53      | Anglaterra       | 123.205   |
| Watford                     | 54      | Anglaterra       | 120.960   |
| Rotherham                   | 55      | Anglaterra       | 117.262   |
| Newport                     | 56      | Gal·les          | 116.143   |
| Cambridge                   | 57      | Anglaterra       | 113.442   |
| Exeter                      | 58      | Anglaterra       | 106.772   |
| Eastbourne                  | 59      | Anglaterra       | 106.562   |
| Sutton Coldfield            | 60      | Anglaterra       | 105.452   |
| Blackburn                   | 61      | Anglaterra       | 105.085   |
| Colchester                  | 62      | Anglaterra       | 104.390   |
| Oldham                      | 63      | Anglaterra       | 103.544   |
| Saint Helens                | 64      | Anglaterra       | 102.629   |
| Crawley                     | 65      | Anglaterra       | 100.547   |